# Mads Andersen (aviron)
Pour les articles homonymes, voir Mads Andersen et Andersen.
Mads Andersen, né le 25 mars 1978 à Lolland, est un rameur danois.

## Biographie

### Palmarès

#### Aviron aux Jeux olympiques
- 2008 à Pékin,  Chine
  -  Médaille d'or en quatre sans barreur poids légers[1]

### Championnats du monde d'aviron
- Championnats du monde d'aviron 2004 à Banyoles,  Espagne
  -  Médaille d'or en deux sans barreur poids légers